# Dzsungelréce
A dzsungelréce (Asarcornis scutulata, korábban Cairina scutulata) a madarak (Aves) osztályának lúdalakúak (Anseriformes) rendjébe, ezen belül a récefélék (Anatidae) családjába tartozó faj.
Nemének az egyetlen faja.

## Előfordulása
Banglades, Kambodzsa, India, Indonézia, Laosz, Mianmar, Thaiföld és Vietnám területén honos.

## Megjelenése
Testhossza 66-80 centiméter.
|  |